# Antoni Jaczewicz
Antoni Jaczewicz (ur. w XVII w., zm. po 1711) – polski samozwańczy kaznodzieja, prorok i cudotwórca, aktywny na początku XVIII w.

## Życiorys
Wstąpił do klasztoru trynitarzy na Kazimierzu, składając tam śluby zakonne, popadł jednak w konflikt z władzami zakonu, w efekcie czego został przez nie uwięziony, a po dwukrotnej ucieczce wydalono go z szeregów trynitarzy. Następnie wędrował po Polsce, podając się za kaznodzieję. W maju 1708, wraz z jednym towarzyszem, pojawili się u proboszcza parafii w Waśniowie, deklarując, że pragną zostać eremitami na pobliskiej Górze Witosławskiej (Pasmo Jeleniowskie, Góry Świętokrzyskie). Po uzyskaniu jego zgody oraz za akceptacją miejscowego dziedzica, osiedlili się i wznieśli pustelnię z kaplicą. Jaczewicz podjął w tym miejscu, wbrew władzom kościelnym, działalność zmierzającą do uczynienia z eremu ośrodka pielgrzymkowego i sanktuaryjnego. Ogłosił, że przed przybyciem w rejon świętokrzyski miał objawienie, w którym wskazano mu miejsce pogrzebania cudownego obrazu Matki Bożej, Drzewa Krzyża Świętego oraz głowy św. Jana Chrzciciela. Obraz wydobył i ma go teraz u siebie (w istocie otrzymał go od proboszcza przy rozmowie na temat utworzenia pustelni), a dwie pozostałe relikwie planuje odkopać w przyszłości. Ponadto twierdził, że Matka Boska z obrazu (nazwana przezeń Witosławską) ukazuje mu się i przemawia doń, udzielając nauk, podobnie jak Matka Boska Częstochowska, która porzuciła Jasną Górę i przybywa do pustelni. Tamże miał się objawić eremicie św. Antoni Wielki. Na mocy objawień i łask od tych świętych Jaczewicz ogłosił, że odprawia nabożeństwa, udziela odpustów, czyni cuda (w tym zmartwychwstania), egzorcyzmuje, a przede wszystkim uzdrawia i chroni przed zarazą. To ostatnie w szczególny sposób przyczyniło się do sukcesu działalności eremity, gdyż w Polsce szalała wówczas epidemia dżumy, powodująca od 1707 śmierć dziesiątków tysięcy ludzi. 

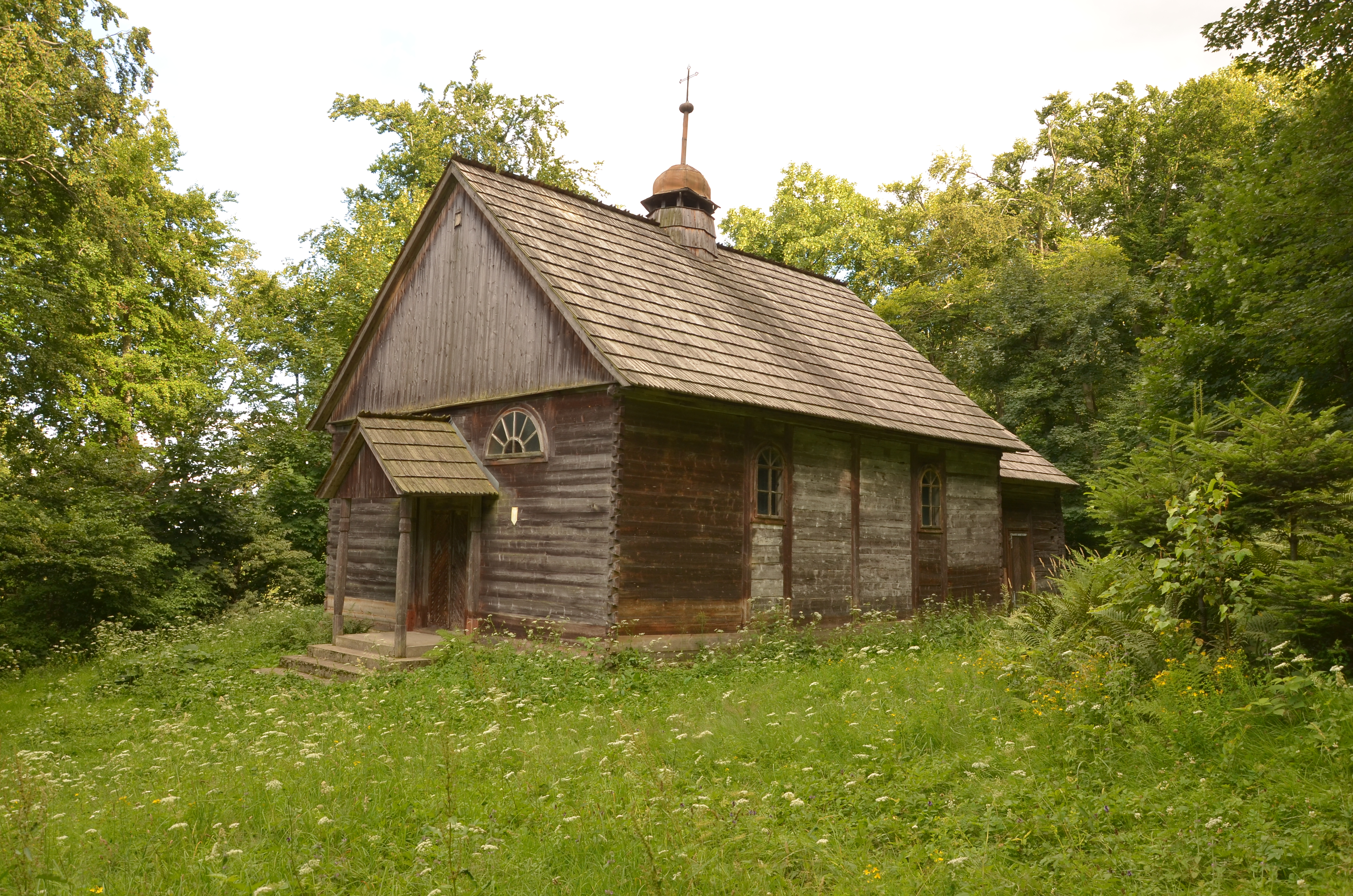
Kaplica na Górze Witosławskiej w miejscu dawnej pustelni Jaczewicza

Jaczewicz wędrował incognito po okolicy, opowiadał mieszkańcom wiosek o cudach dokonywanych w pustelni, przede wszystkim jednak gościnnie przyjmował u siebie wędrownych dziadów, przekazując im opowieści o objawieniach, uzdrowieniach i wielkiej mocy obrazu, podobnie jak ozdrowieńczej mocy wody z przyległego do eremu źródła oraz ziemi z okolic pustelni, poświęconej przed obrazem, a ci rozprzestrzeniali te informacje. Skutkowało to napływem pielgrzymów szukających uzdrowienia. Dokumenty procesu przeciwko Jaczewiczowi z 1711 podają, że w niektóre dni przybywało kilka tysięcy pątników, a według Jana Kracika w czasie działalności pustelni, trwającej kilka miesięcy, odwiedziło ją 80 tys. pielgrzymów. Oprócz mas chłopskich przybywali również mieszczanie i szlachcice. Na popularność Antoniego wpływ miało też rozdawanie przezeń jałmużny okolicznym ubogim mieszkańcom.
Jaczewicz od początku zabiegał o duże zyski z prowadzonej działalności, deklarując, że obfite datki są niezbędne dla łaski uzdrowień i innych cudów, a brak darowizn skutkuje śmiercią i potępieniem wiecznym. Szybko zgromadził znaczny majątek w pieniądzu i klejnotach, za które oprócz wznoszenia w pustelni różnych budowli, otoczył ją murem obronnym i najął zbrojnych oraz zakupił dla nich broń. Ponieważ działał i nauczał bez zgody władz kościelnych, a jego nauki stawały się antykościelne (m.in. deklarował, że miał objawienia o likwidacji innych kościołów niż jego własny), to biskup krakowski nakazał Antoniemu zaprzestanie działalności, co skończyło się jednak pobiciem przez adresata wysłannika hierarchy i manifestacyjnym podarciem pisma, a kolejnego posłańca biskupa ekskomunikował. W tej sytuacji biskupi wikariusz sądowy ze swoimi ludźmi kilka razy starał się ująć Jaczewicza, a w obliczu niepowodzeń, zorganizował trzy wyprawy zbrojne na pustelnię, przy pomocy miejscowej szlachty, które zostały jednak odparte spod murów bronionej fortyfikacji, nie bez udziału okolicznych chłopów, wspierających Jaczewicza. W odwecie jego żołnierze przeprowadzili własne napady zbrojne zarówno na wikariusza, jak i na wspierających go szlachciców, z których dwóch ciężko pobito. Czwarta ekspedycja, u schyłku jesieni 1708 była skuteczna. Po zdobyciu pustelni, aresztowano Antoniego i uwięziono w Krakowie, skąd wiosną następnego roku zdołał kolejny raz zbiec.
Dalsze wydarzenia są gorzej udokumentowane. Zbieg ukrywał się przez dłuższy czas, po czym pojawił się przed Wielkanocą (nie wiadomo, którego dokładnie roku) powtórnie w okolicy Góry Witosławskiej (nie wiadomo jednak czy na niej zamieszkał i czy pustelnia istniała po szturmie z jesieni 1708). Udokumentowane jest, że w dalszym ciągu wygłaszał kazania dla ludności w poprzednim stylu, deklarował kolejne cuda, dodatkowo zaś ogłosił, że po ucieczce z więzienia był u papieża w Rzymie, który uczynił go swoim jedynym przedstawicielem w Polsce i nadał prawo likwidacji kościołów, co zostało wg niego potwierdzone przez papieskiego nuncjusza. Głosił też hasła antyklerykalne i antyszlacheckie, oskarżając obie grupy o wyzysk chłopstwa. Źródła podają, że nie zdołał uzyskać tak dużego wsparcia wśród ludności jak poprzednio, a władze biskupie ujęły go i powtórnie uwięziły w Krakowie. Proces przed sądem biskupim zaczął się 11 grudnia 1711 a skończył 1 stycznia 1712 wyrokiem dożywotniego uwięzienia w kajdanach na Jasnej Górze, gdzie miał przymusowo pracować.
Nie jest jasne, co stało się z obrazem Matki Boskiej Witosławskiej po zdobyciu pustelni. Istnieje przekaz, że został przeniesiony do kościoła w Waśniowie, choć nie jest to potwierdzone dokumentami. Faktem jest jednak, że od lat 1711–1712 udokumentowany jest rosnący kult obrazu Matki Boskiej (jako Matki Boskiej Waśniowskiej) w tej świątyni, a brak informacji o jego wcześniejszym czczeniu. Z pustelni do XXI w. przetrwały pozostałości muru obronnego. W późniejszym okresie w rejonie dawnej pustelni zbudowano kapliczkę, w której odbywają się uroczystości w Zielone Świątki.
W 2024 znaleziono na Górze Witosławskiej skarb złotych i srebrnych monet z XVII w., który interpretuje się jako potencjalnie pochodzący od A. Jaczewicza.